# Guerra civile finlandese
La guerra civile finlandese (sisällissota in finlandese) è stata una guerra combattuta dal 27 gennaio al 16 maggio 1918 tra i finlandesi "rossi" (punaiset), costituiti da comunisti e socialdemocratici, e i "bianchi" (valkoiset), forze guidate dal Senato conservatore, succeduto al Senato di unità nazionale, che cercava di mantenere lo status quo.
Sebbene il nome sisällissota (guerra civile) sia quello comunemente usato per definire questo conflitto, esso ha avuto in finlandese molti altri nomi: vapaussota (guerra di liberazione), kansalaissota (guerra nazionale), luokkasota (guerra di classe), punakapina (ribellione rossa), torpparikapina (rivolta dei mezzadri), veljessota (guerra tra fratelli), e vallankumous (rivoluzione). 
La guerra civile e la guerra di continuazione sono stati due tra i conflitti più controversi ed emotivamente carichi nella storia della moderna Finlandia. Essi sono spesso visti come cerniere per il destino della Finlandia, ed entrambi hanno avuto una grande influenza sui rapporti di politica estera di questo paese.

## Contesto
Lo sfondo della guerra civile può essere fatto risalire alla polarizzazione politica causata dal principale conflitto tra la Russia imperiale e il secessionista Granducato di Finlandia, che ha avuto inizio nel 1889 a seguito del panslavismo russo, e intensificatasi nel 1899 con il tentativo di russificazione della Finlandia. Di conseguenza, l'esercito finlandese era stato abolito.
Fino ad allora il Senato della Finlandia aveva seguito una politica conservatrice-lealista verso la Russia, con l'obiettivo di vitale importanza per garantire gli interessi nazionali della Finlandia attraverso l'autonomia nazionale. Dato che questa politica crollò, la sinistra e la destra cominciarono a radicalizzarsi.

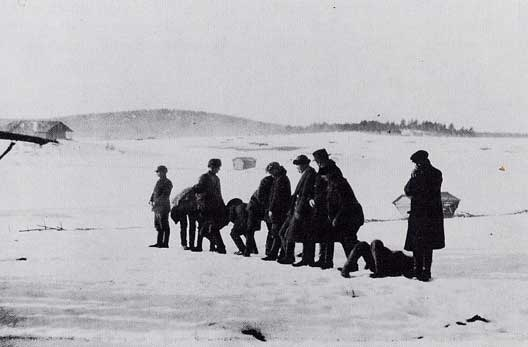
Una squadra di esecuzione di bianchi a Länkipohja.

La destra radicale nacque allora in risposta a tentativi di egemonia culturale e costituzionale russa, e fu successivamente portata ad aprire collaborazione con la Germania imperiale, che era emersa come una grande potenza nella regione del Mar Baltico dopo l'unificazione nel 1871.
La sinistra radicale nacque principalmente da una reazione alla nascita e la crescita di un ceto contadino senza proprietà, senza terra da coltivare in sé (i cosiddetti torpparit, affittuari delle terre). I finlandesi non avevano una tradizione in questo campo, in quanto erano stati utilizzati per essere solo poveri contadini, completamente separati dalle classi abbienti e dai funzionari di stato. Inoltre, la rivoluzione industriale aveva cominciato a influenzare il sud della Finlandia. Fu un buon momento per il commercio, e il divario tra ricchi e poveri si estese.

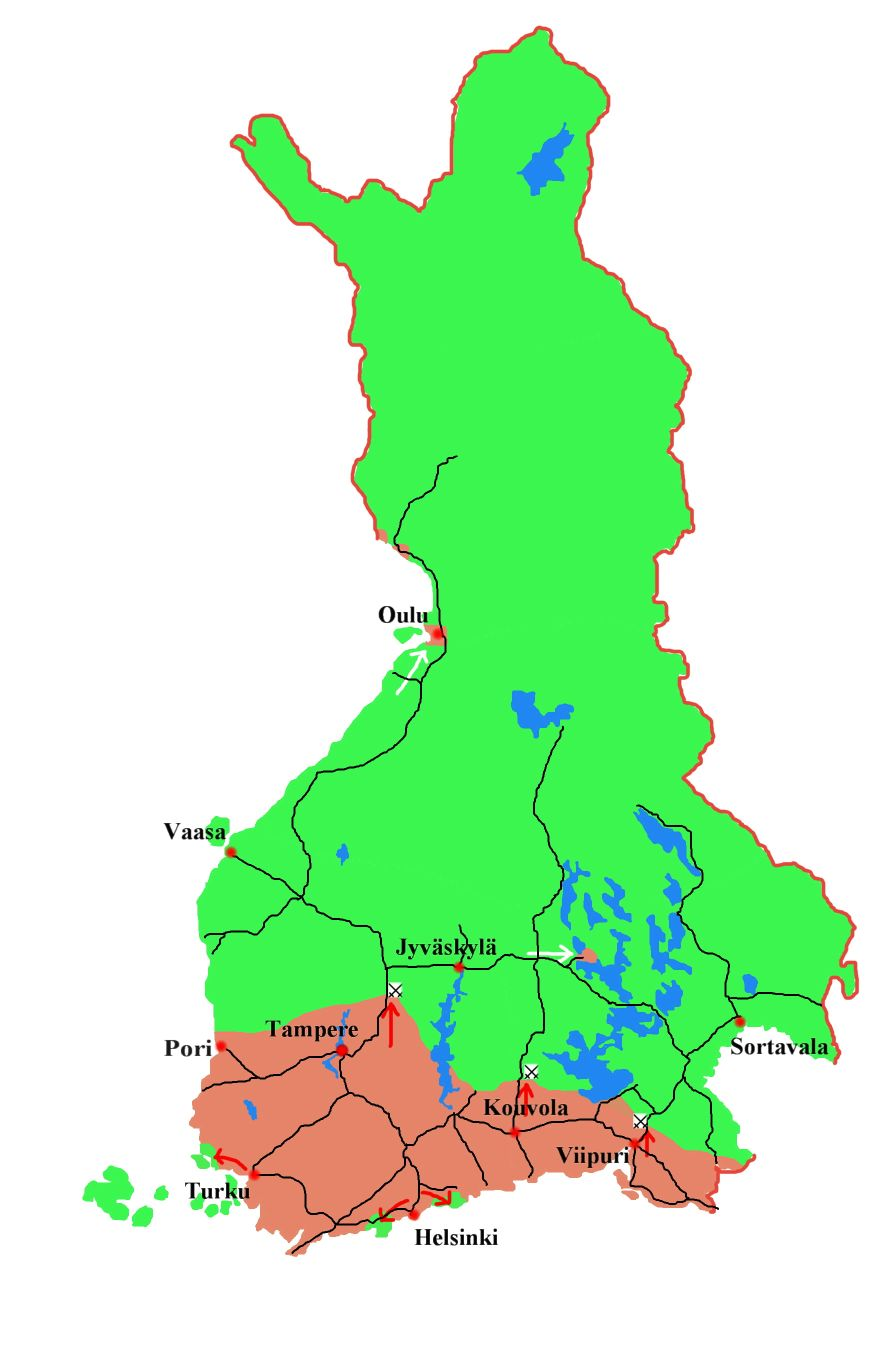
Mappa della zona di operazioni

L'opinione pubblica era dominata dalle classi istruite, ed era propensa a visualizzare i problemi della Finlandia in termini di cultura, lingua, istruzione e Costituzione. Con la minaccia del nemico comune, la Russia, emerse il profondo divario tra le classi, ma quando l'oppressione russa fu mitigata, nacque un terribile conflitto interno.
Inizialmente i rossi bolscevichi presero il potere ma fu immediata la reazione antibolscevica della Guardia Bianca con il supporto tedesco e svedese. Si combatté strada per strada nella Finlandia meridionale, ed alla fine la spuntarono i bianchi. Il 27 agosto 1918 la Russia bolscevica riconosceva ufficialmente l'indipendenza finlandese. Nel 1920 la Finlandia diede il suo appoggio alla Repubblica dell'Ingria settentrionale con l'aiuto stavolta britannico.